# (74300) 1998 SA153
(74300) 1998 SA153 – planetoida z pasa głównego asteroid okrążająca Słońce w ciągu 4,27 lat w średniej odległości 2,63 j.a. Odkryta 26 września 1998 roku.